# Nagroda Pulitzera w dziedzinie literatury wspomnieniowej i autobiografii
Nagroda Pulitzera w dziedzinie literatury wspomnieniowej i autobiografii – jedna z kategorii Nagrody Pulitzera, przyznawana za wybitne osiągnięcia w dziedzinie literatury wspomnieniowej. Po raz pierwszy nagrodę w tej kategorii przyznano w 2023.

## Lista nagrodzonych
| Data | Autor   | Tytuł     |
| ---- | ------- | --------- |
| 2023 | Hua Hsu | Stay True |